# عبد الله الرشيدي (لاعب كرة قدم مواليد 2004)
عبد الله منصور الرشيدي لاعب كرة قدم سعودي ، يلعب كمدافع في نادي الباطن معار من نادي الاتحاد.

## مسيرة اللاعب
بدأ في نادي الباطن و شارك في برنامج الابتعاث السعودي لكرة القدم و وقع مع نادي دينامو زغرب ب الكرواتي في صيف عام 2022 ووقع مع نادي الاتحاد مطلع عام 2024 وأعير إلى نادي الباطن في عام 2024.